# Ian Steel
Pour les articles homonymes, voir Steel.
John Steel dit Ian Steel, né le 28 décembre 1928 à Glasgow (Écosse) et mort le 20 octobre 2015, est un coureur cycliste britannique.
En 1952, il remporte la Course de la Paix individuellement et par équipes.

## Biographie
Ian Steel fait ses débuts de coureur cycliste au club Glasgow United en 1946. Ce club est membre d'une des deux fédérations cyclistes britanniques, la National Cyclists Union (NCU). Il est mécanicien en cycles de métier. Mais en 1951, désireux de participer à plus de courses et de gagner de l'argent il change de club et de fédération. Il passe au Glasgow Wheelers qui relève de la Britsh League of Racing Cyclists (BLRC). À partir de ce moment, sa carrière prend une autre allure. La BLRC accepte l'invitation des organisateurs de la Course de la Paix de participer à leur épreuve. Ian Steel, vainqueur en 1951 du Tour de Grande-Bretagne, est sélectionné pour faire partie de l'équipe britannique. L'année 1952 est celle d'un tournant décisif pour la Course. Aux deux journaux fondateurs, se joint Neues Deutschland, pour la RDA où la Course pénètre pour 4 étapes. C'est d'ailleurs au cours de l'étape allemande Leipzig-Karl-Marx-Stadt (Chemnitz), que la course bascule en faveur des Britanniques et au soir de laquelle Ian Steel prend le maillot jaune, qu'il garde jusqu'à l'arrivée finale, à Prague. 
Au terme des 2 135 km de course, ce n'est pas seulement Ian Steel qui triomphe, devant Jan Veselý 2e et Jean Stablinski 3e. C'est aussi l'équipe de Grande-Bretagne qui enlève le challenge collectif, et quatre autres coureurs britanniques figurent dans les 20 premiers, dont 2 parmi les 10 premiers. Semi professionnel, il participe en 1953 au Circuit des six provinces qu'il termine à la 14e place. Steel est sélectionné dans l'équipe de Grande-Bretagne qui pour la première fois participe  au Tour de France en 1955. Peu apte à jouer les équipiers, mal intégré dans l'équipe, il est poussé à l'abandon.

## Palmarès
- 1951
  - Tour de Grande-Bretagne :
    - Classement général
    - 3e, 6e et 7e étapes
- 1952
  -  Champion de Grande-Bretagne sur route
  - Course de la Paix :
    - Classement général
    - Classement par équipes

  - 9e étape du Tour de Grande-Bretagne
  - 2e de Paris-Lens
- 1953
  - 2e du championnat de Grande-Bretagne sur route

## Résultats sur les grands tours

### Tour de France
1 participation
- 1955 : abandon (8e étape)

### Tour d'Espagne
2 participations
- 1955 : non partant (12e étape)
- 1956 : abandon (7e étape)